# Toyota Avalon
Der Toyota Avalon ist eine Limousine der oberen Mittelklasse (Full-size), die in den USA von Toyota gebaut und ausschließlich in Nordamerika angeboten wird. Bis Juli 2005 wurde er auch in Australien produziert und im November 2006 dann durch den Toyota Aurion ersetzt. Es handelt sich um eine viertürige Stufenhecklimousine mit Frontantrieb. In Japan wurden die ersten beiden Generationen als Toyota Pronard gebaut. Die dritte Generation hingegen gab es dort allerdings nicht mehr. Ebenso verschwand das Modell in Australien vom Markt.

## Erste Generation (1995–1999)
1995 startete der Avalon als ganz neues Modell. Er wurde von der Toyota Motor Manufacturing Kentucky in Georgetown zusammen mit dem Camry entwickelt, auf dessen Plattform er basierte. Der Motor ist ein 3,0-l-V6 mit 140 kW, der seit der Modellpflege von 1997 150 kW leistete.
1999 wurden die Fertigungsanlagen nach Australien transportiert, wo 2000 die Produktion des „neuen“ Avalon startete. 2004 erhielt das australische Modell noch ein Facelift mit veränderter Frontpartie, bevor die Produktion 2005 eingestellt wurde.

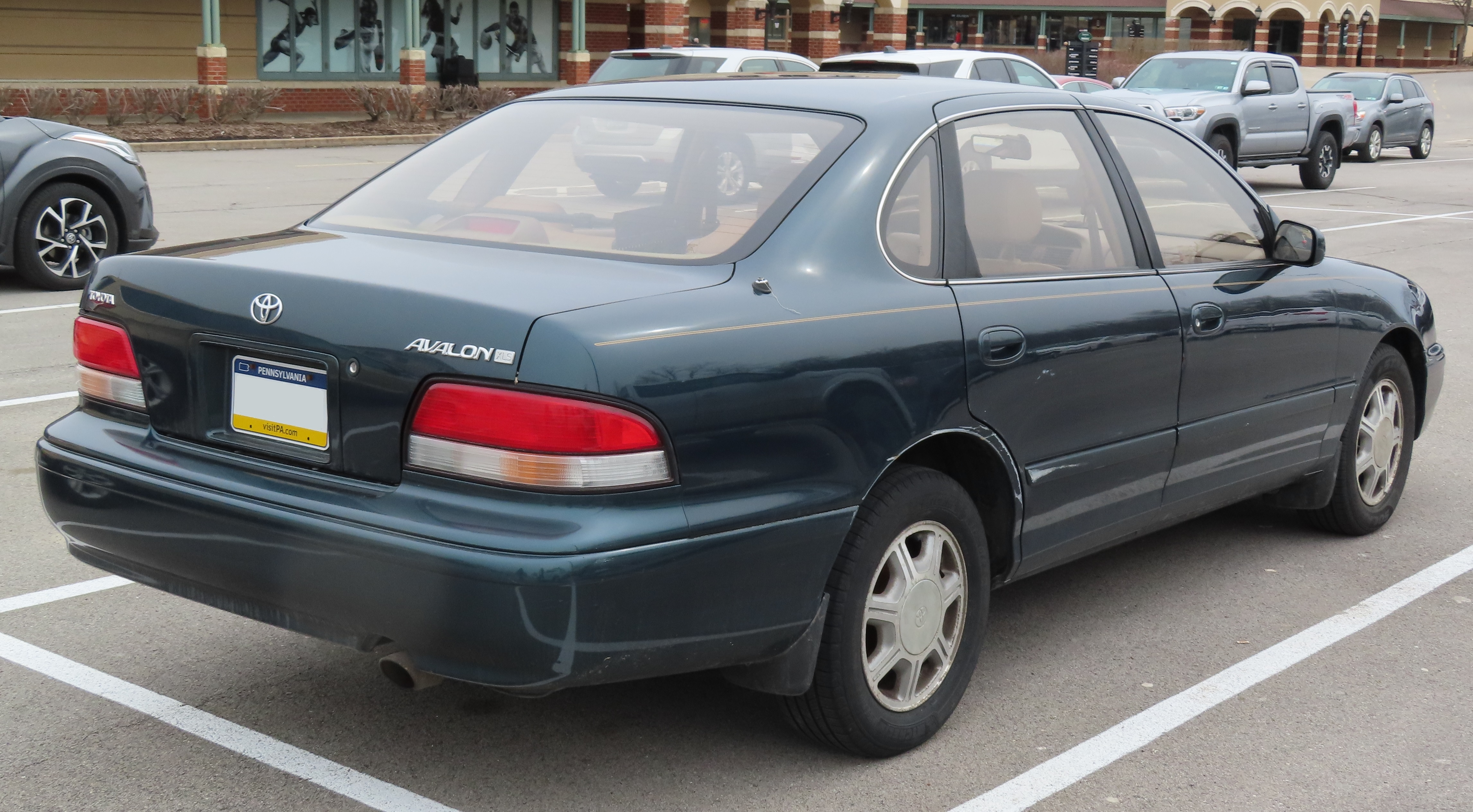
Heckansicht
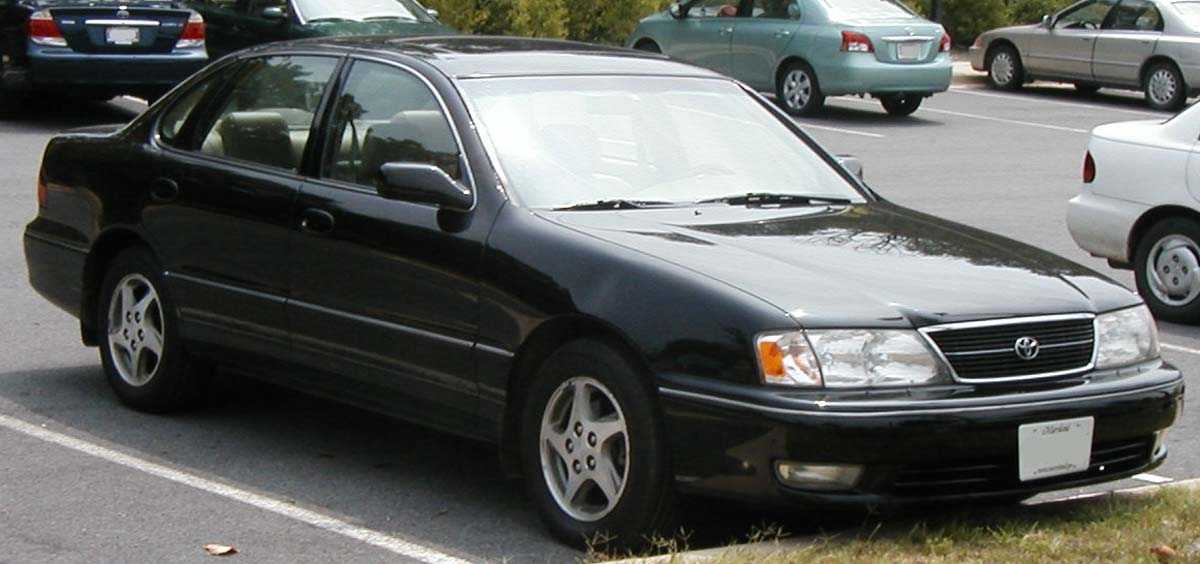
Toyota Avalon (1998–1999; US-Version)
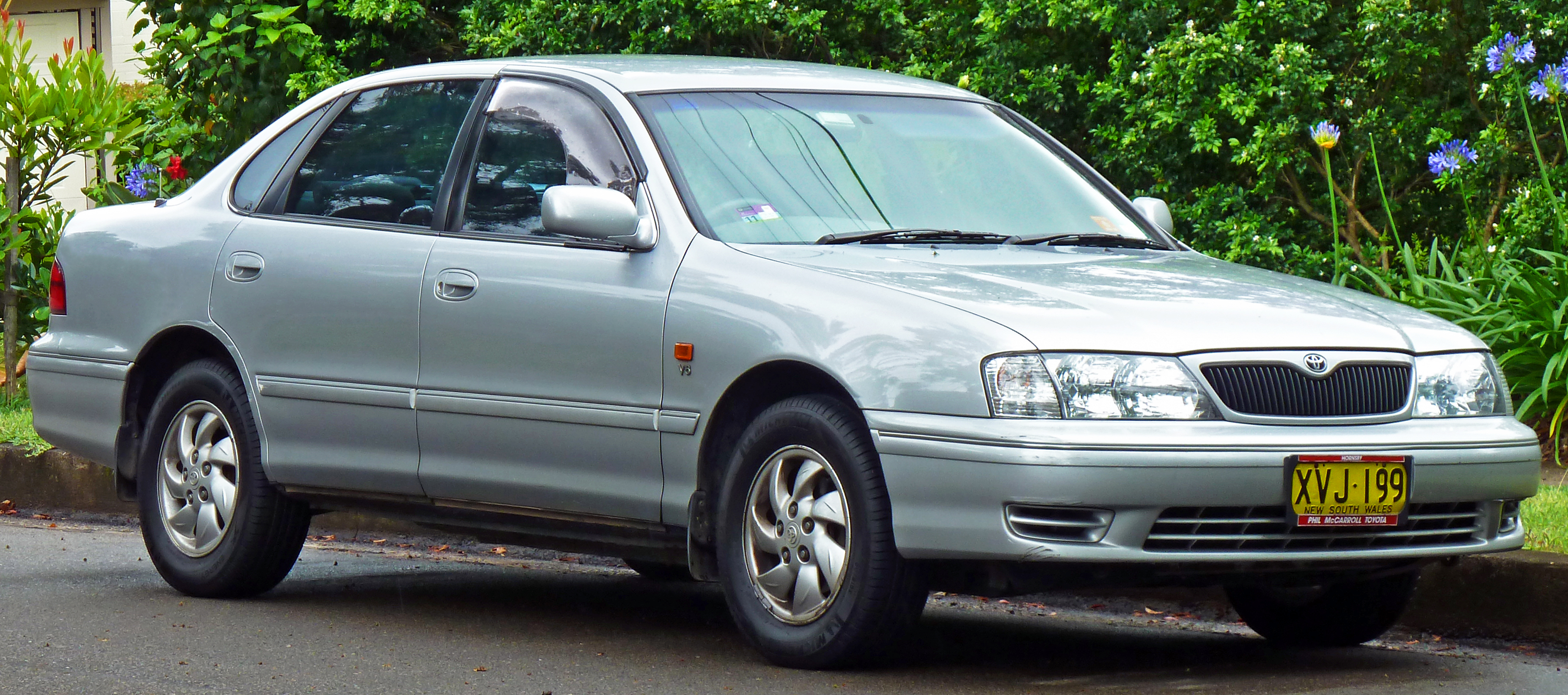
Toyota Avalon (2001–2003; AUS-Version)
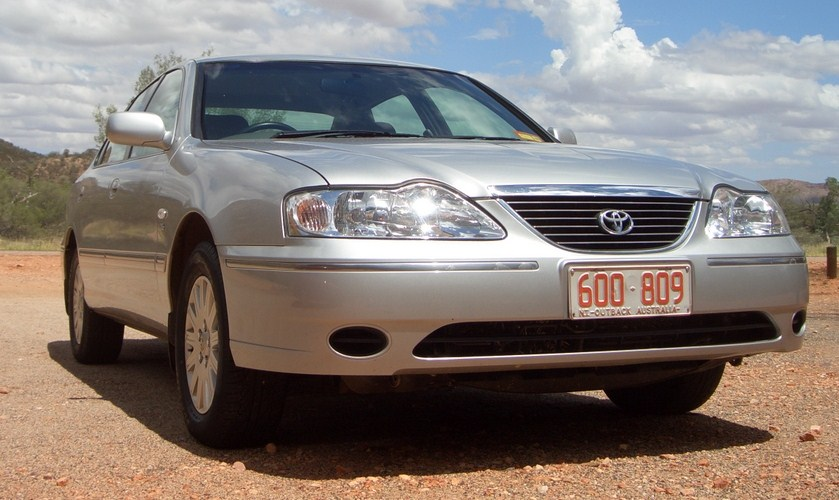
Toyota Avalon (2003–2005; AUS-Version)

## Zweite Generation (2000–2004)
Die zweite Generation des Avalon wuchs in nahezu allen Richtungen. Er basierte weiterhin auf einer verlängerten Plattform des Camry und hatte einen 3,0-Liter-V6, der 157 kW (213 PS) leistete und ein maximales Drehmoment von 298 Nm abgab. 

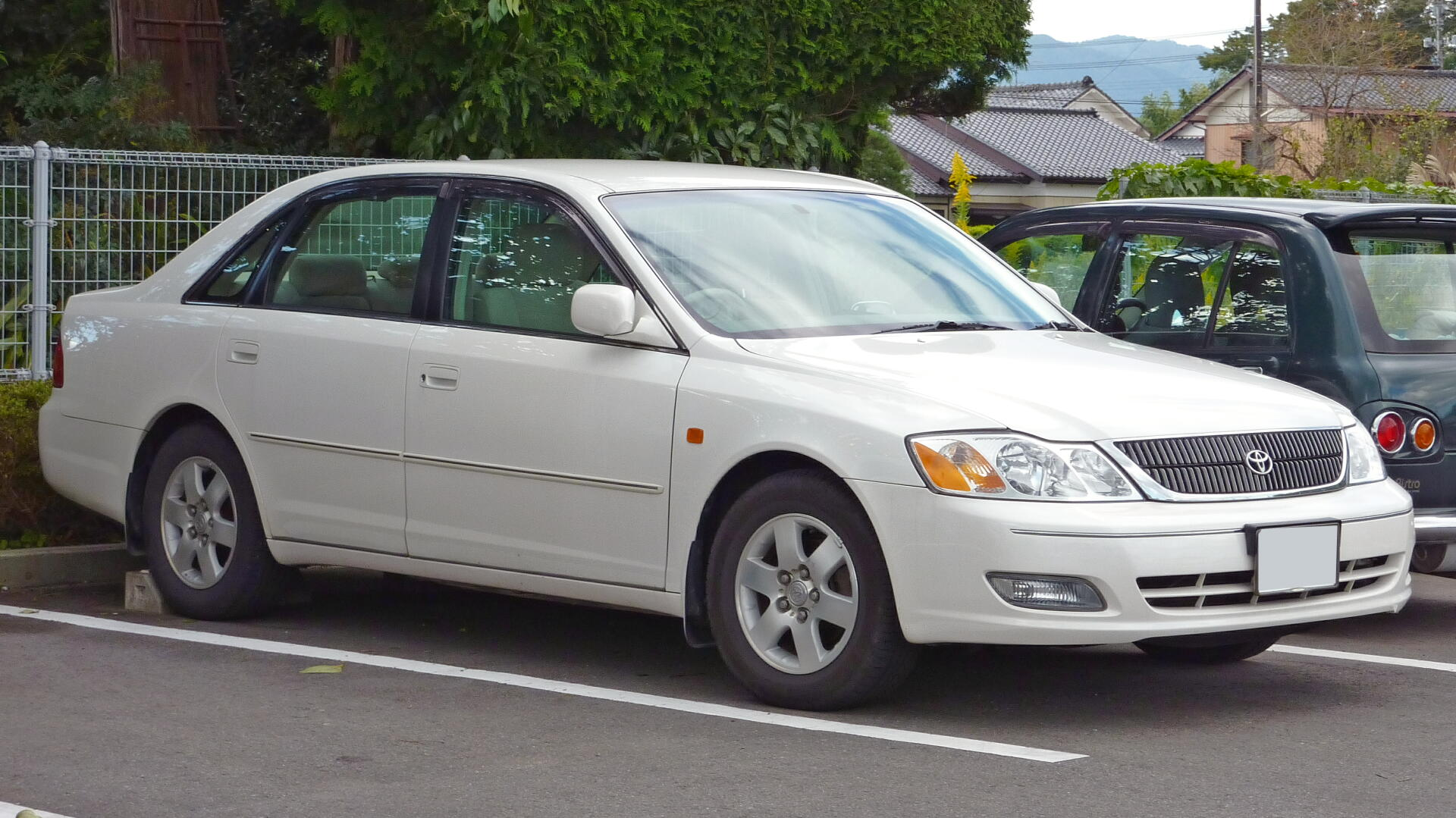
Toyota Pronard (2000–2003)
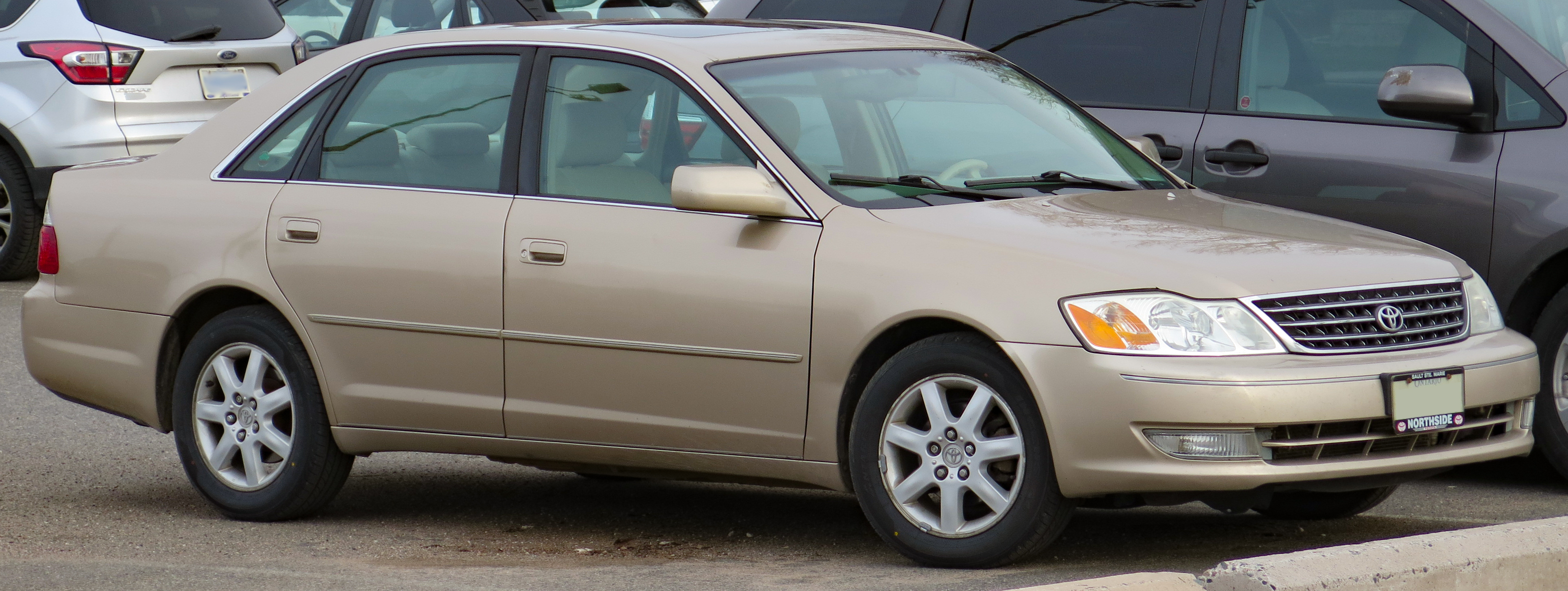
Toyota Avalon (2000–2003)
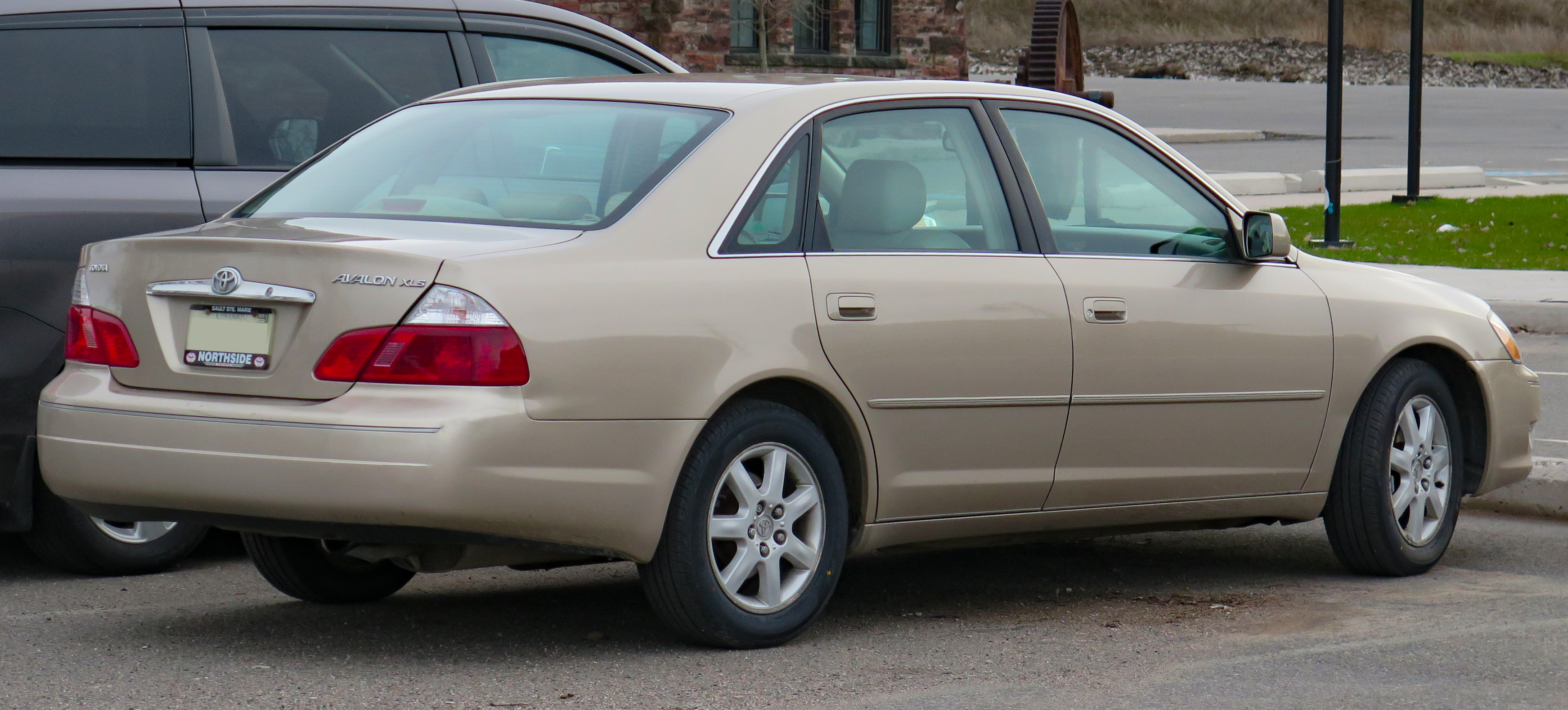
Heckansicht

## Dritte Generation (2005–2012)
2005 startete die neue, dritte Generation, wieder deutlich größer als dessen Vorgänger. Sie ist nun mit einem 3,5-l-V6 mit 200 kW und 336 Nm Drehmoment ausgestattet. 2008 erhielt der Avalon ein kleines Facelift, bei dem die Front leicht verändert wurde und eine Sechsstufen-Automatik (vorher fünf Stufen) eingeführt wurde.

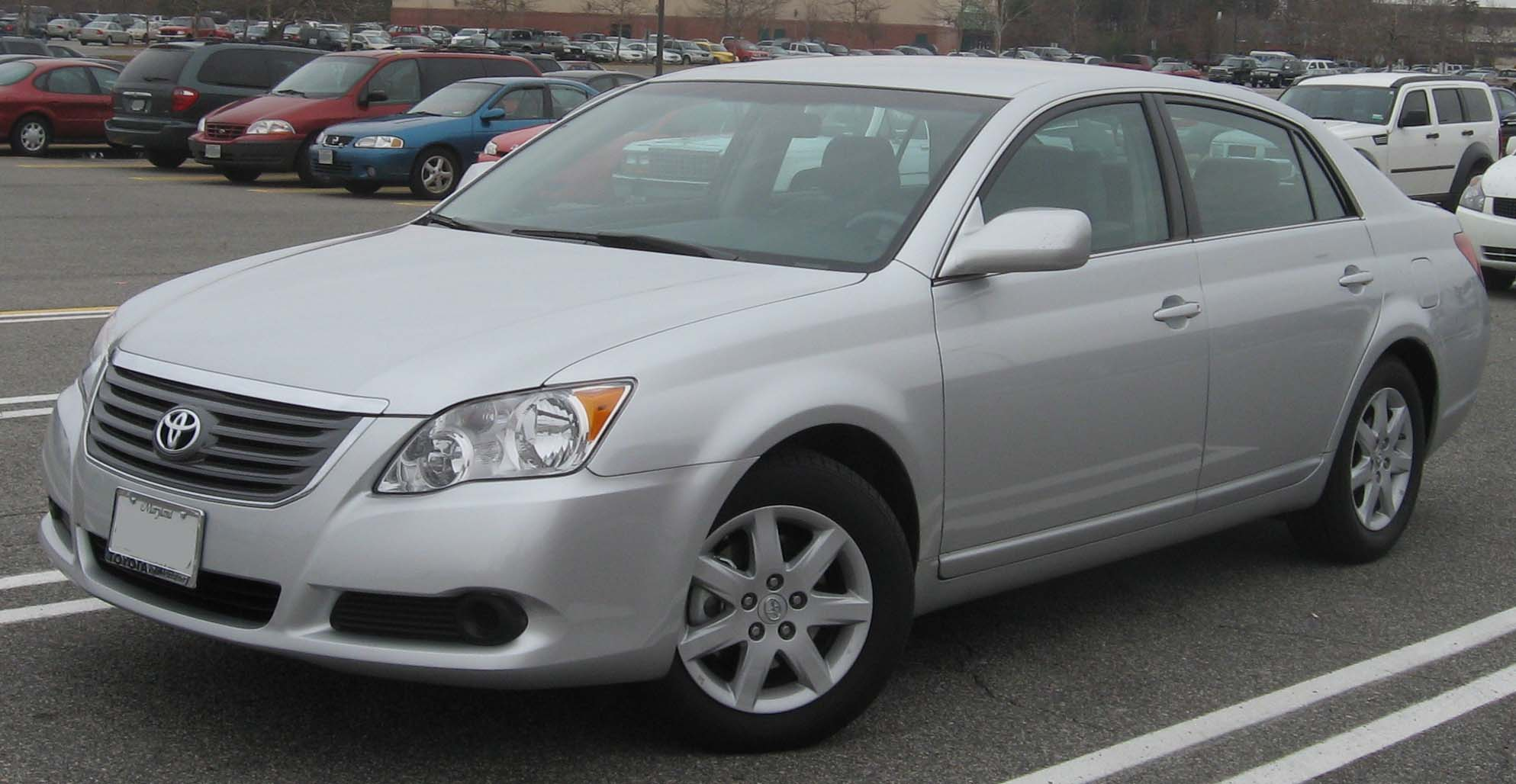
Toyota Avalon (2008–2010)
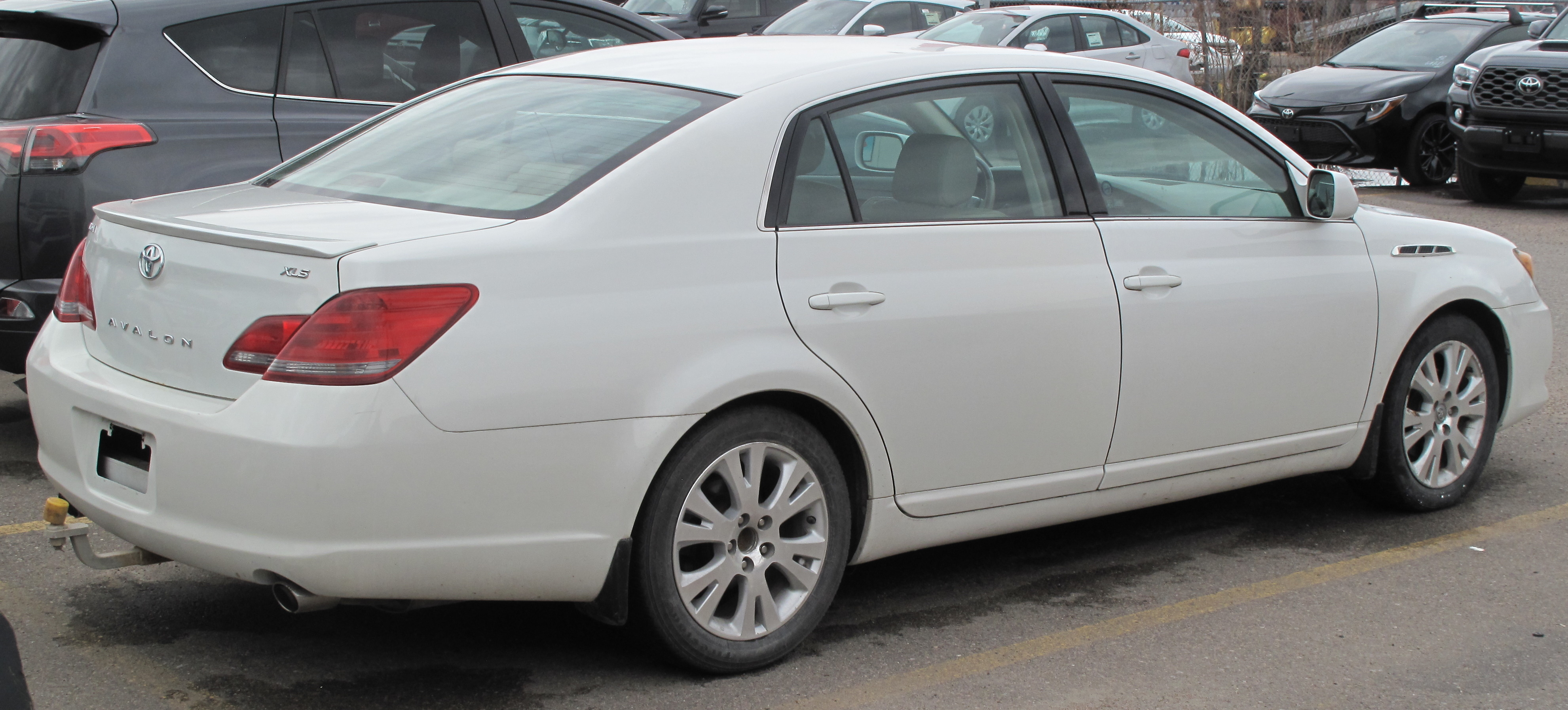
Heckansicht
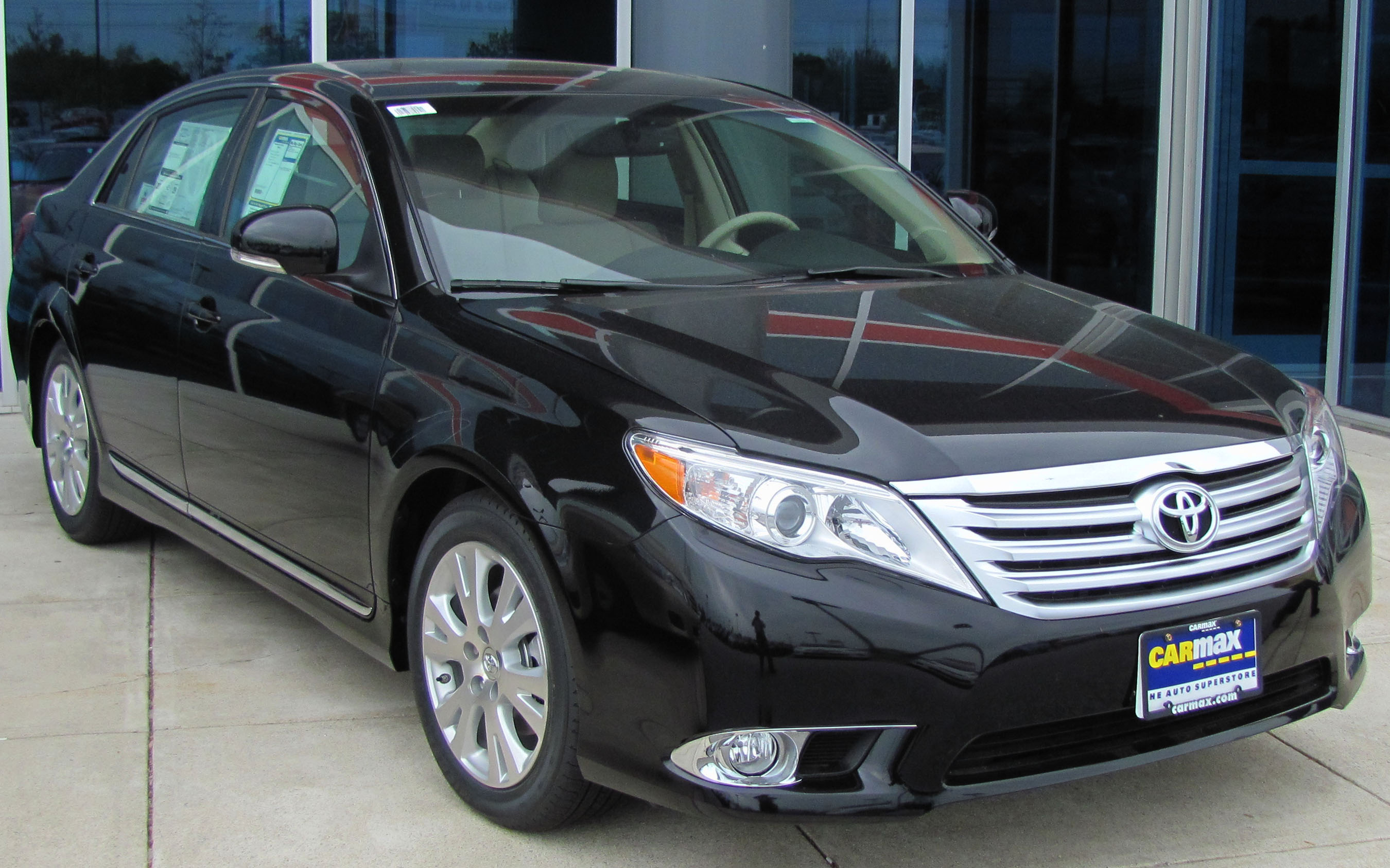
Toyota Avalon (2010–2012)
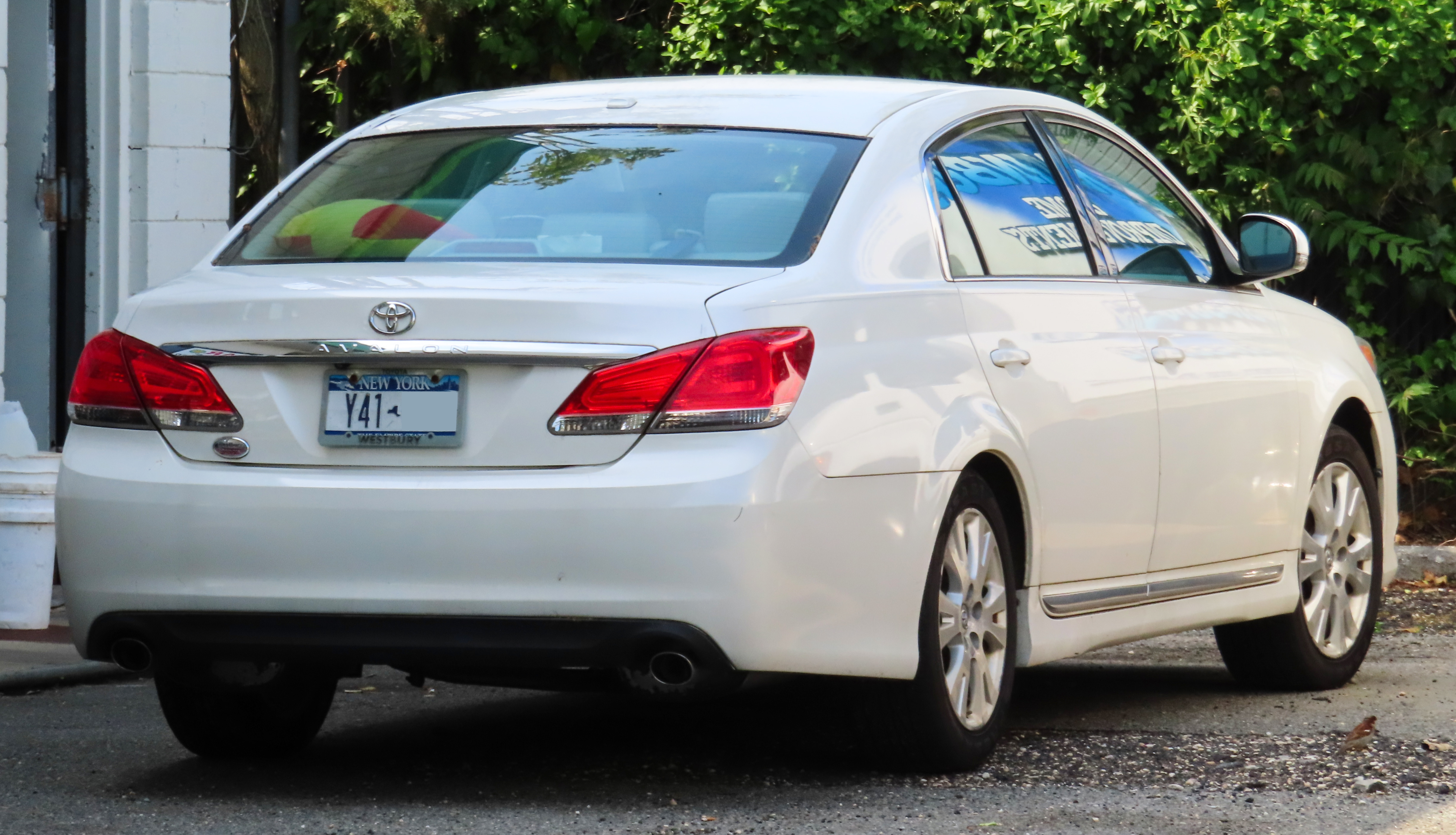
Heckansicht

## Vierte Generation (2012–2018)
Die vierte Generation ist etwas kürzer, der Motor ist dagegen identisch mit dem des Vorgängers. Erstmals ist auch ein Hybridantrieb im Avalon verfügbar. Die Kombination aus einem 2,5-l-Vierzylinder und einem Elektromotor hat eine Systemleistung von 149 kW.

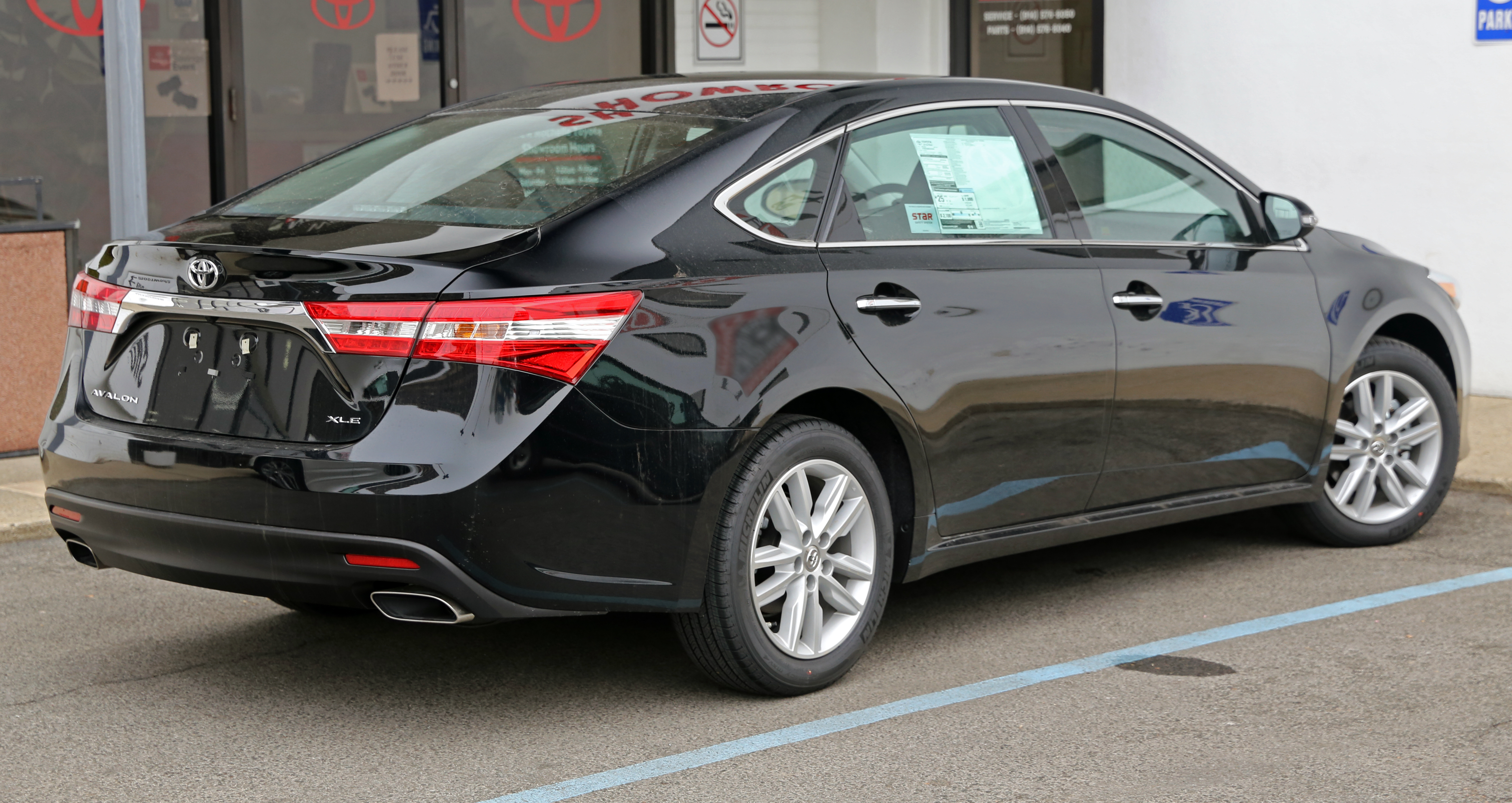
Heckansicht
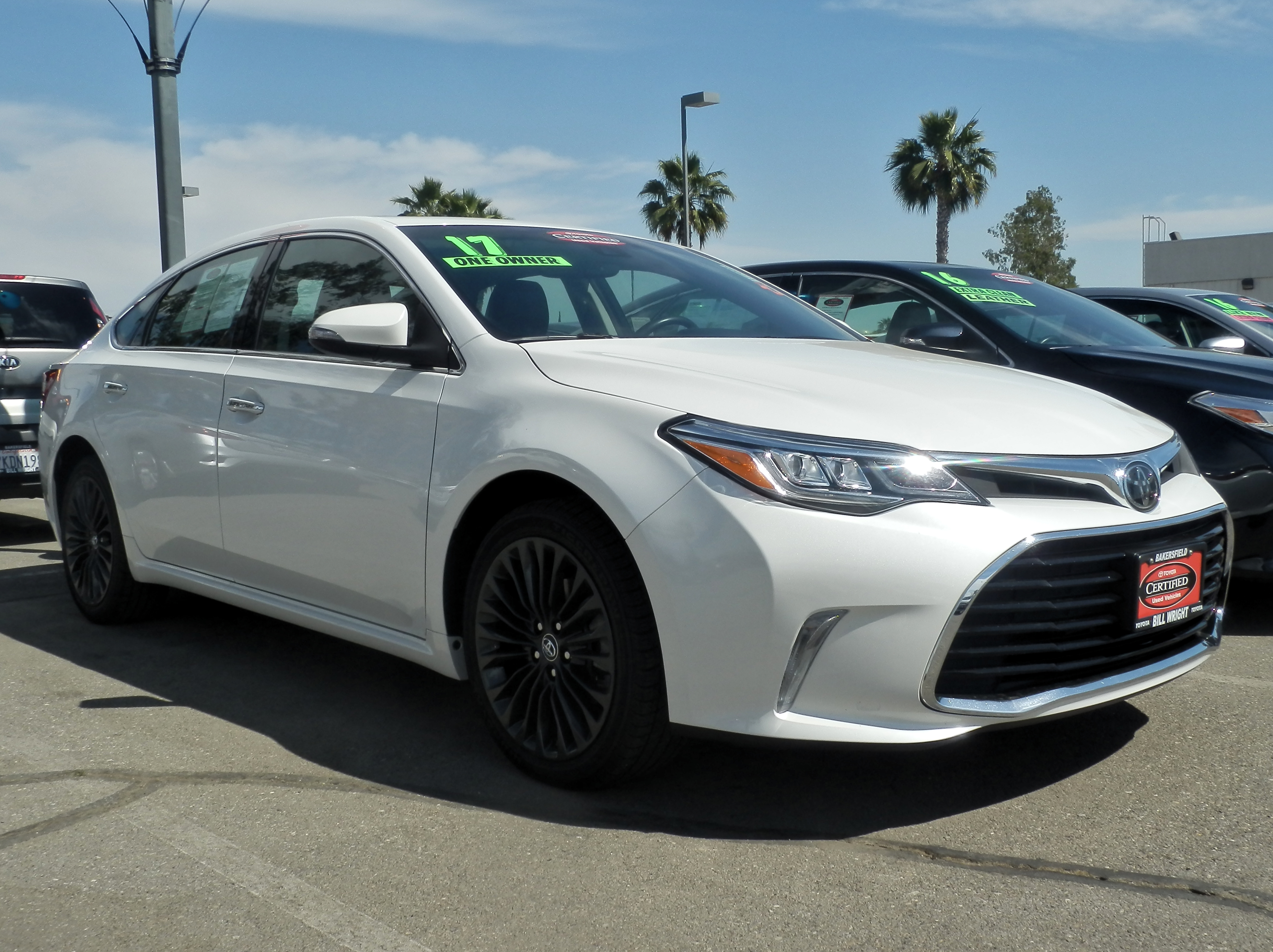
Toyota Avalon (2015–2018)
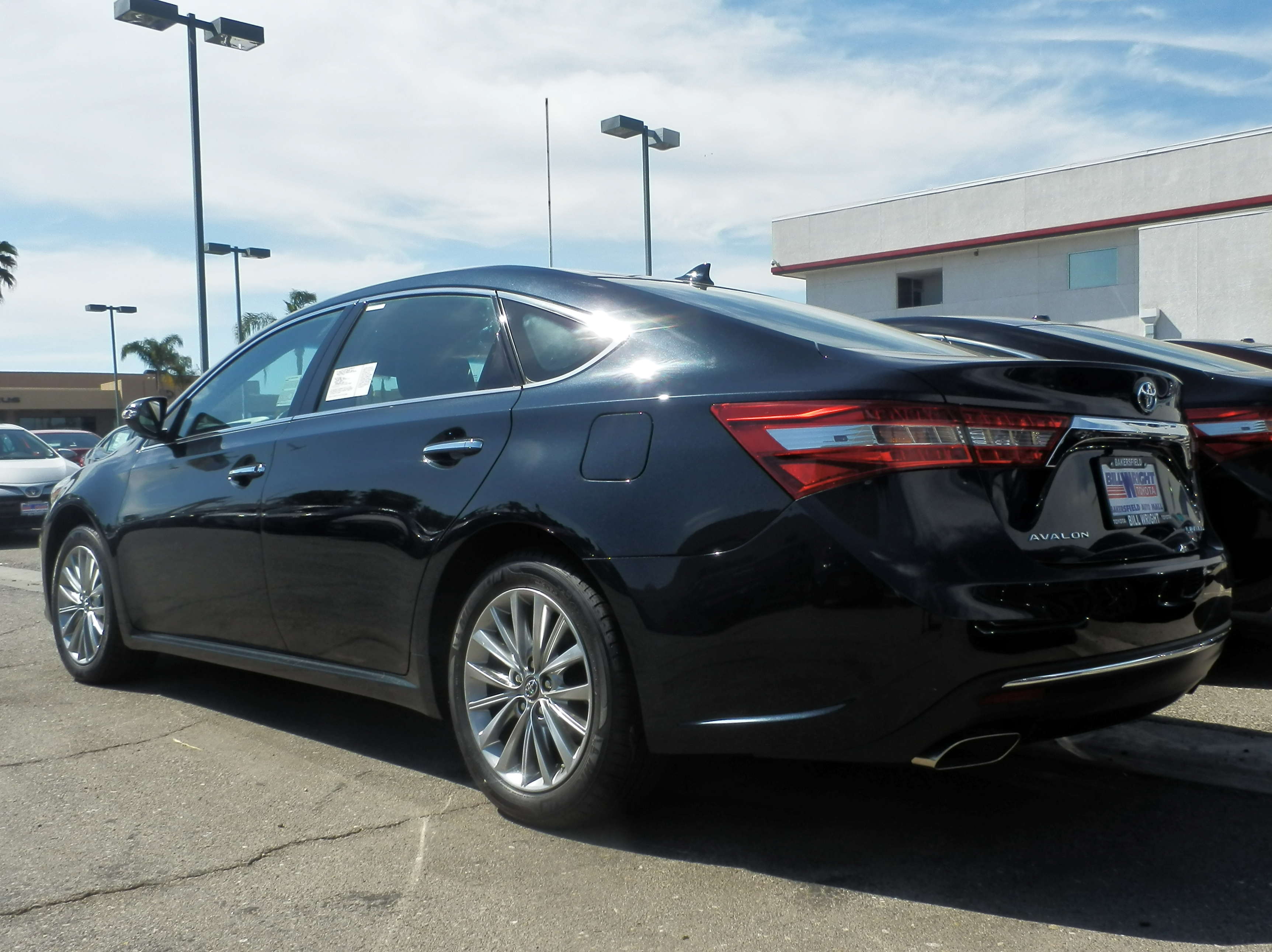
Heckansicht

## Fünfte Generation (seit 2018)
Die fünfte Generation wurde im Januar 2018 auf der North American International Auto Show in Detroit vorgestellt. Gebaut wurde das Fahrzeug in Georgetown. Der Verkauf in den Vereinigten Staaten startete im Frühjahr 2018. Nach dem Modelljahr 2022 wurde der Avalon wieder vom US-amerikanischen Markt genommen. Die Einstellung ist sinkenden Absatzzahlen und steigendem Interesse an großen SUV geschuldet. Der 2022 neu eingeführte Crown soll dafür den Platz des Avalon in der US-Modellpalette einnehmen. In China wird der Avalon weiterhin angeboten. Hierfür wurde im März 2022 und im Juli 2024 eine überarbeitete Version präsentiert.
Auch die fünfte Generation ist mit verbesserter Technik im Fahrzeug und zahlreichen serienmäßigen Sicherheitsfunktionen ausgestattet. Es gibt mehr Versionen als zuvor: XLE, XSE Nightshade, Limited, Touring und TRD. Ab dem Modelljahr 2021 wurde der Avalon auch mit Allradantrieb für die XLE- und Limited-Versionen angeboten. Sie verwendet einen 2,5-Liter-Vierzylinder-Ottomotor mit 151 kW (205 PS) und 250 Nm Drehmoment, der auch im Camry zum Einsatz kommt.

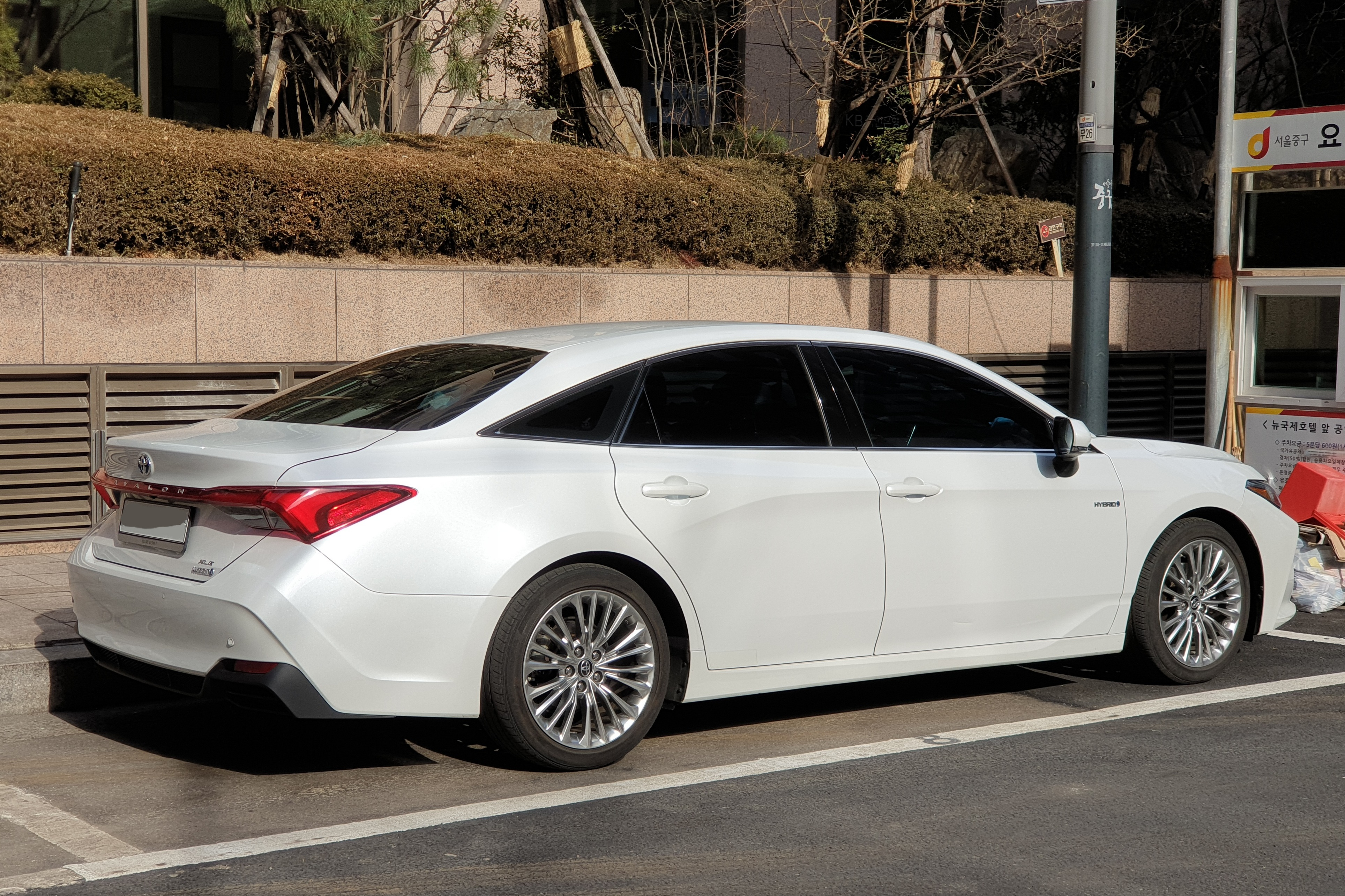
Heckansicht
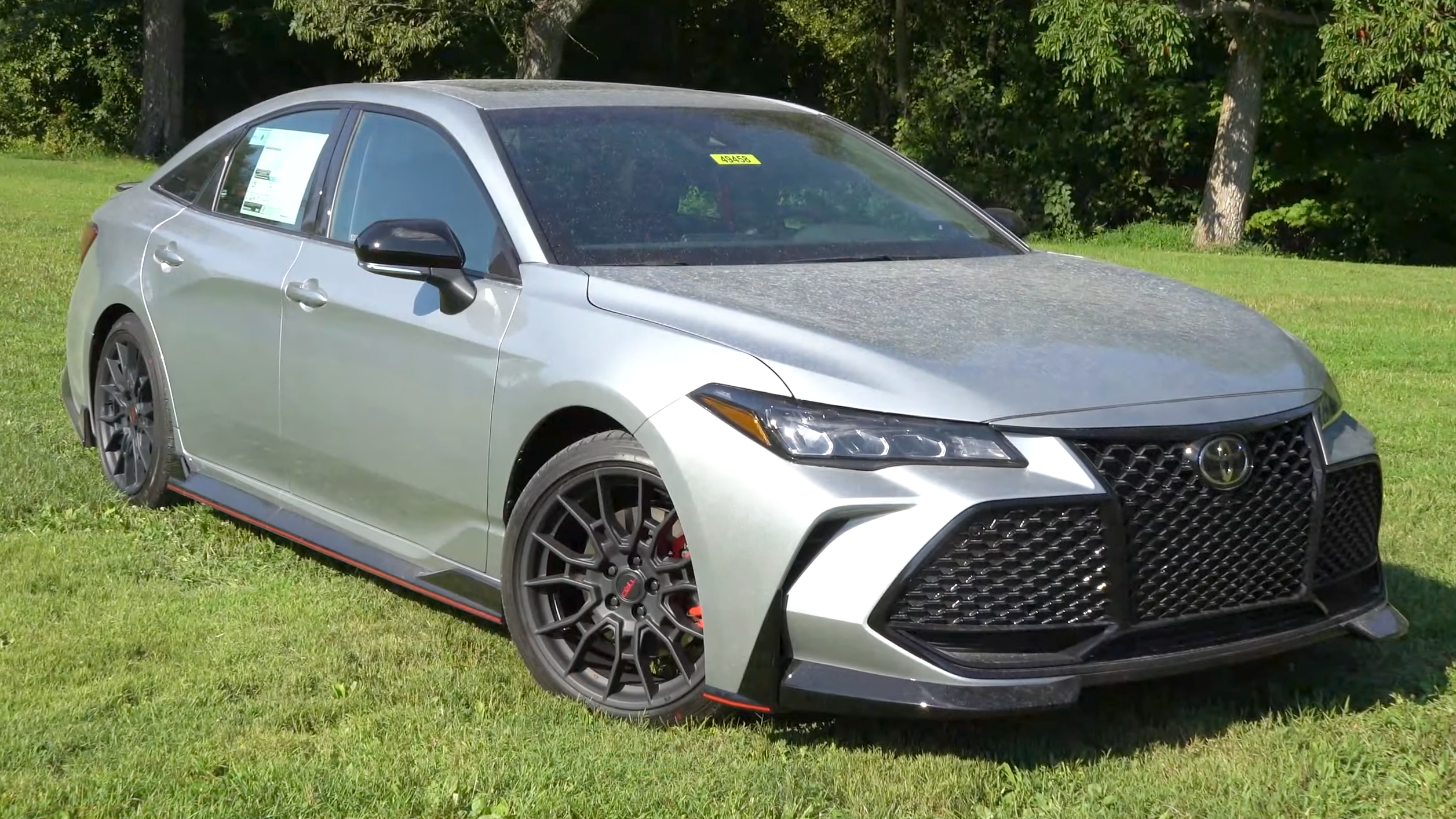
Toyota Avalon TRD
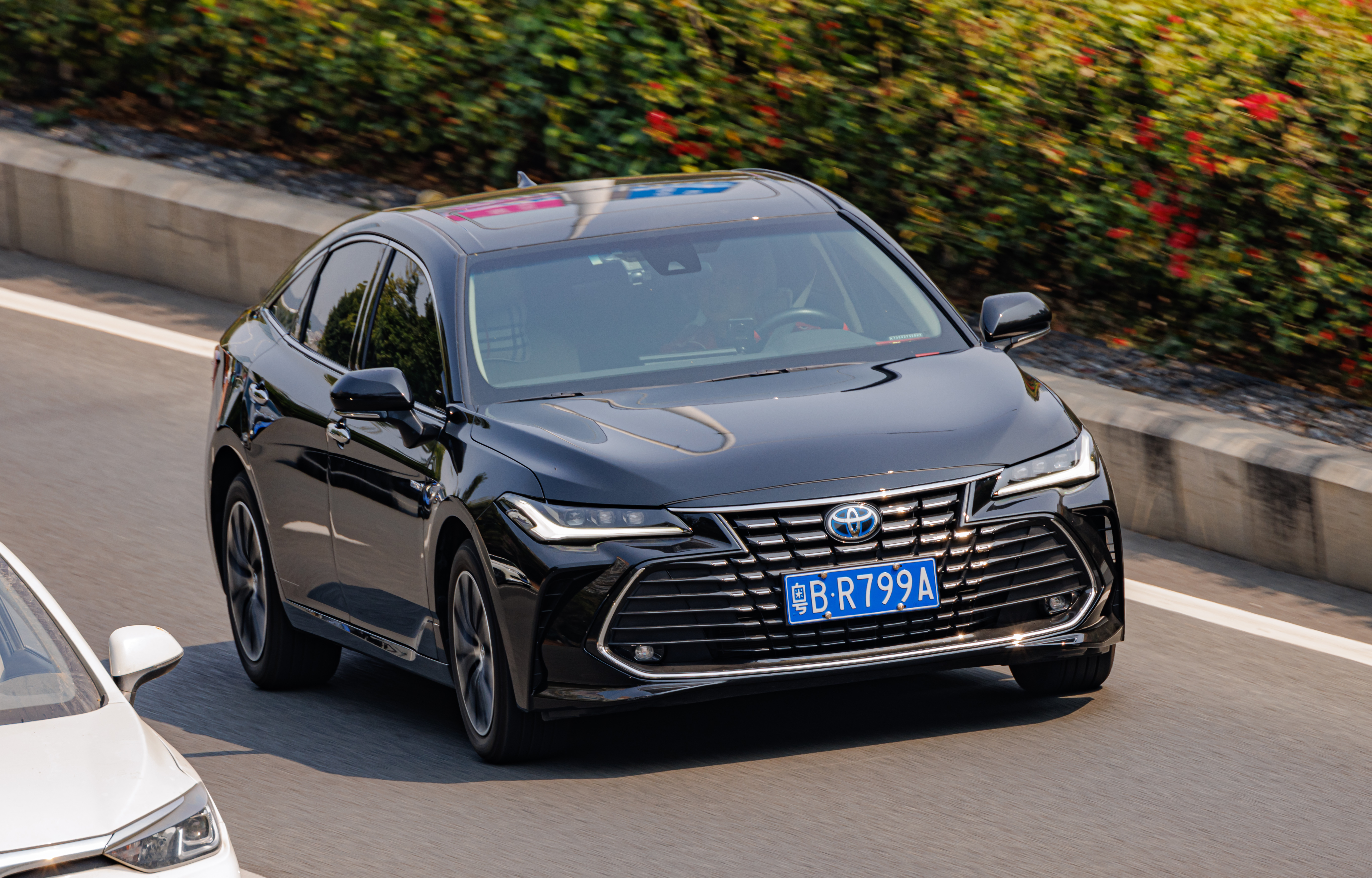
Toyota Avalon (2022–2024, China)
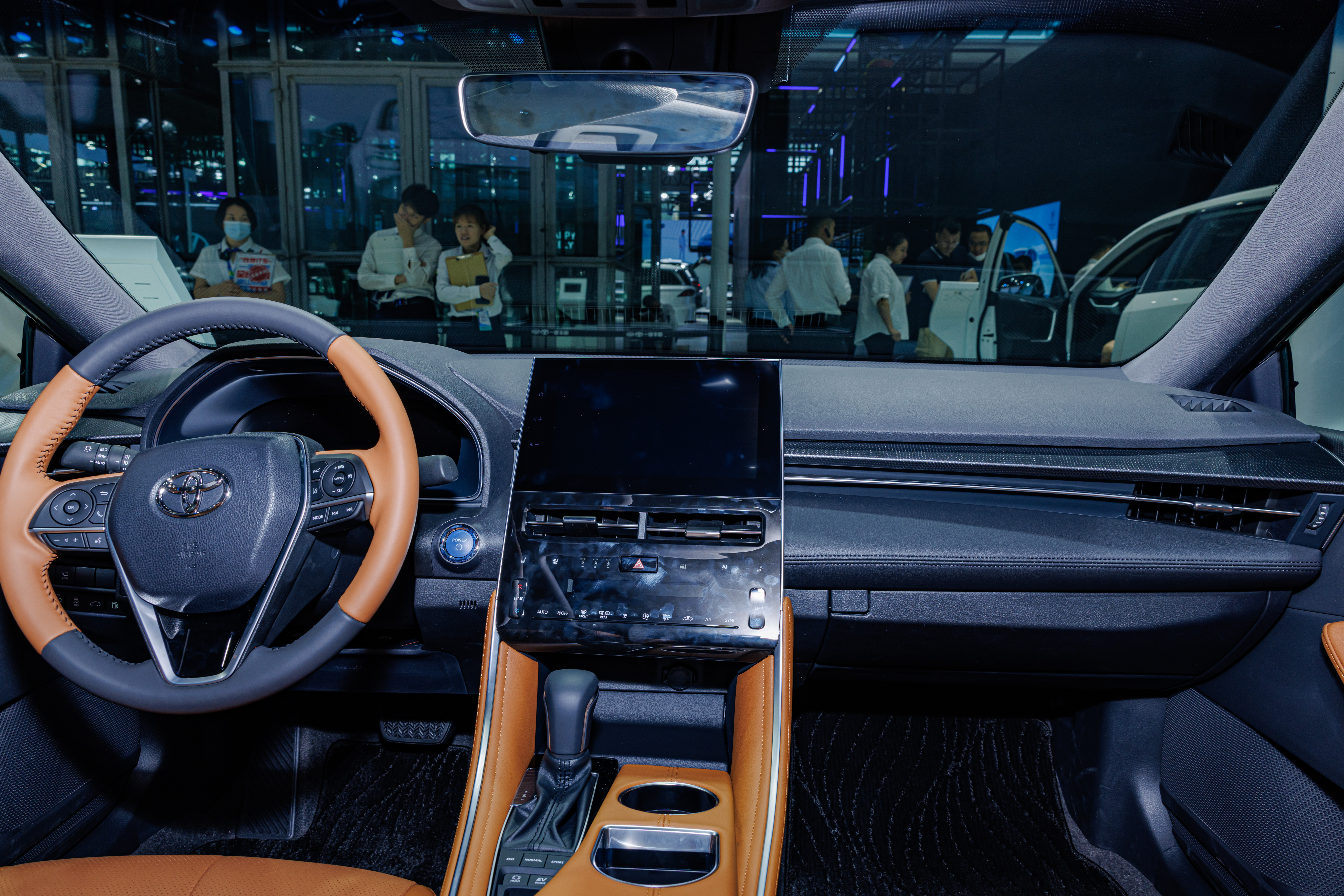
Innenraum vorn (2022–2024, China)